# Großes Orchester der Weihnachtshilfe

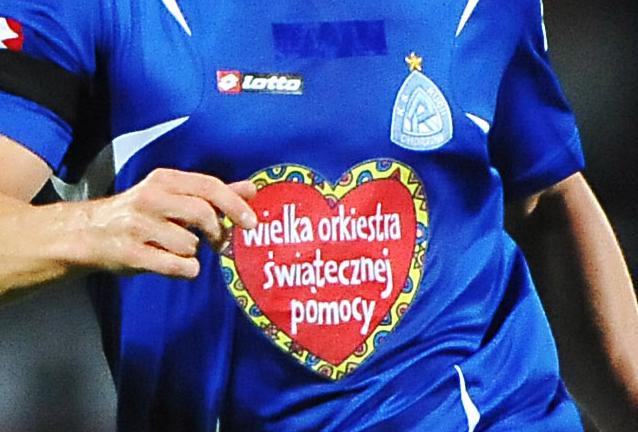
Das Emblem der Stiftung auf dem Trikot des Fußballvereins Ruch Chorzów (2009)

Das Große Orchester der Weihnachtshilfe (polnisch Wielka Orkiestra Świątecznej Pomocy, kurz WOŚP) ist eine große nichtstaatliche Wohltätigkeitsorganisation in Polen. Es wurde 1993 von Jerzy Owsiak, Lidia Niedźwiedzka-Owsiak, Bohdan Maruszewski und Piotr Burczyński als Stiftung gegründet.
Jeden ersten oder zweiten Sonntag im neuen Jahr beginnt das Orchester das große Finale seiner Spendensammelaktion. Den ganzen Tag sammeln über 120.000 Freiwillige im ganzen Land Geld für die medizinische Versorgung (v. a. Geräte) von bestimmten Gruppen von Kranken (Anfangs vor allem Kinder, später auch Senioren). Jedes Jahr werden die Gelder für einen anderen Zweck gespendet. Alle Menschen, die Geld gespendet haben, bekommen zum Dank ein großes rotes Herz (Aufkleber). Des Weiteren werden in Begleitaktionen Gegenstände versteigert, die oft von prominenten Persönlichkeiten (Musiker, Politiker, Schauspieler, Geistliche) gespendet wurden. Bis zum 16. Finale des Orchesters wurden 93.374.926,94 USD gesammelt.
Zum Finale 2015 wurden über 50 Millionen Złoty (11 Mio. Euro) eingenommen.
Die Geldsammlung findet auch bei polnischen Auswanderern an verschiedenen Orten im Ausland statt.
Das Orchester organisiert auch jedes Jahr im August das Pol’and’Rock Festival (bis 2017 Haltestelle Woodstock), um sich bei allen Menschen, die bei dem Finale des Orchesters mitgeholfen haben, zu bedanken.
Bis 2016 wurde die Spendenaktion von den Behörden, vom öffentlichen Rundfunk und Fernsehen sowie von der Armee unterstützt. Die Spendenaktion am 15. Januar 2017 fand zum ersten Mal ohne diese Hilfe statt. Trotzdem brachte die Spendenaktion wieder eine Rekordsumme. Die von Spendengeldern gekauften medizinischen Gerätschaften wie Beatmungsgeräte bleiben im Besitz von WOŚP, das am polnischen Markt als großer Käufer auftritt. In Einzelfällen zog die Organisation Sachspenden an Spitale auch zurück und widmete sie um, etwa wenn die Geräte in anderen Abteilungen verwendet wurden, als zunächst angegeben (etwa Kardiologie statt Geriatrie).
Während einer Spendenveranstaltung in Danzig am 13. Januar 2019 wurde auf der Bühne der Stadtpräsident von Danzig, Paweł Adamowicz, von einem Täter niedergestochen und starb am nächsten Tag im Krankenhaus. Vom tragischen Ereignis beeindruckt, kündigte Owsiak an, nach 27 Jahren auf die Leitung des Großen Orchesters der Weihnachtshilfe zu verzichten. Auf Grund von zahlreichen Bitten, unter anderem auch der Ehefrau des Verstorbenen, blieb er aber weiterhin Präsident.
Infolge des Hochwassers im September 2024 erhielt WOŚP von der Regierung Tusk III eine offizielle Koordinationsfunktion für Spenden in Polen. Von einem Fonds über 19 Mio. Złoty von der teilstaatlichen Finanz- und Versicherungsgruppe PZU gingen 4 Mio. Złoty direkt an WOŚP.

## Geschichte
| Ausgabe | Datum         | Thema/Zweck | Gesammelte Summe          |
| ------- | ------------- | --- | ------------------------- |
| 01      | 3. Jan. 1993  | Behandlung herzkranker Kinder                                                                                  | 1,54 Mio. $               |
| 02      | 2. Jan. 1994  | auf Neugeborene spezialisierte Krankenhäuser                                                                   | 1,93 Mio. $               |
| 03      | 8. Jan. 1995  | onkologische Kliniken                                                                                          | 2,82 Mio. $               |
| 04      | 7. Jan. 1996  | Rettung von Kindern nach Unfällen                                                                              | 2,54 Mio. $               |
| 05      | 5. Jan. 1997  | herzkranke Kinder                                                                                              | 3,06 Mio. $               |
| 06      | 4. Jan. 1998  | Rettung von Kindern nach Unfällen                                                                              | 3,54 Mio. $               |
| 07      | 10. Jan. 1999 | Behandlung von Neugeborenen                                                                                    | 4,52 Mio. $               |
| 08      | 9. Jan. 2000  | Behandlung von Kindern mit Nierenkrankheiten                                                                   | 6,09 Mio. $               |
| 09      | 7. Jan. 2001  | Diagnostik von Neugeborenen und Säuglingen                                                                     | 6,11 Mio. $               |
| 10      | 13. Jan. 2002 | Behandlung von Kindern mit angeborenen Krankheiten, insb. operative Eingriffe an Neugeborenen und Säuglingen   | 6,85 Mio. $               |
| 11      | 12. Jan. 2003 | Ausstattung von Neugeborenenstationen                                                                          | 7,70 Mio. $               |
| 12      | 11. Jan. 2004 | Ausstattung von Neugeborenenstationen                                                                          | 6,92 Mio. $               |
| 13      | 9. Jan. 2005  | Neonatologie und Pädiatrie                                                                                     | 9,86 Mio. $               |
| 14      | 8. Jan. 2006  | Rettung von Kindern nach Unfällen, erste Hilfe                                                                 | 9,66 Mio. $               |
| 15      | 14. Jan. 2007 | Rettung von Kindern nach Unfällen, erste Hilfe                                                                 | 9,35 Mio. $               |
| 16      | 13. Jan. 2008 | Behandlung von Kindern mit laryngologischen Erkrankungen                                                       | 13,88 Mio. $              |
| 17      | 11. Jan. 2009 | Früherkennung von Krebserkrankungen bei Kindern                                                                | 11,01 Mio. $              |
| 18      | 10. Jan. 2010 | Ausstattung von kinderonkologischen Kliniken                                                                   | 14,09 Mio. $              |
| 19      | 9. Jan. 2011  | Behandlung von Kindern mit nephrologischen und urologischen Erkrankungen                                       | 47,25 Mio. Złoty          |
| 20      | 9. Jan. 2012  | Behandlung von Frühgeborenen, Insulinpumpen für Schwangere mit Diabetes                                        | 50,64 Mio. Złoty          |
| 21      | 13. Jan. 2013 | Lebensrettung von Kindern und Behandlung von Senioren                                                          | 50,66 Mio. Złoty          |
| 22      | 12. Jan. 2014 | Lebensrettung von Kindern und Behandlung von Senioren                                                          | 52,45 Mio. Złoty          |
| 23      | 11. Jan. 2015 | Ausstattung pädiatrischer und kinderonkologischer Stationen, Behandlung von Senioren                           | 53,11 Mio. Złoty          |
| 24      | 10. Jan. 2016 | Ausstattung pädiatrischer Stationen, Behandlung von Senioren                                                   | 72,70 Mio. Złoty          |
| 25      | 15. Jan. 2017 | Ausstattung pädiatrischer Stationen, Behandlung von Senioren                                                   | 105,57 Mio. Złoty         |
| 26      | 14. Jan. 2018 | Chancengleichheit in der Neugeborenenmedizin                                                                   | 126,37 Mio. Złoty         |
| 27      | 13. Jan. 2019 | Ausstattung pädiatrischer Stationen, Behandlung von Säuglingen                                                 | 175,94 Mio. Złoty         |
| 28      | 12. Jan. 2020 | Gewährleistung höchster diagnostischer und therapeutischer Standards in der pädiatrischen Interventionsmedizin | 186,13 Mio. Złoty         |
| 29      | 1. Feb. 2021  | Kinderlaryngologie, HNO-Heilkunde und Kopfdiagnostik                                                           | 127,50 Mio. Złoty         |
| 30      | 31. Jan. 2022 | Medizinische Ausrüstung für Kinderkrankenhäuser in Polen                                                       | 136,28 Mio. Złoty         |
| 31      | 31. Jan. 2023 | Medizinische Ausrüstung zur Früherkennung bakterieller Infektion, die eine Sepsis verursacht                   | 154,61 Mio. Złoty         |
| 32      | 29. Jan. 2024 | Medizinische Ausrüstung pneumologischer Stationen für Kinder und Erwachsene                                    | 281 879 118,07 Mio. Złoty |